# Bodø
Bodø ( PRONÚNCIA) é uma comuna e cidade da Noruega. 

Está situada no condado de Nordland, localizado no centro-norte do país.

É a maior cidade e a maior comuna deste condado.

## Comuna
Tem uma área de 1 311 km² e uma populacão de 52 024 habitantes (2021).

Tem a sua sede na cidade de Bodø.

O município é linguisticamente neutral (nøytral), significando isso na prática uma preponderância da variante bokmål da língua norueguesa.

Em 1 de janeiro de 2005, a antiga comuna de Skjerstad foi incorporada à comuna de Bodø.

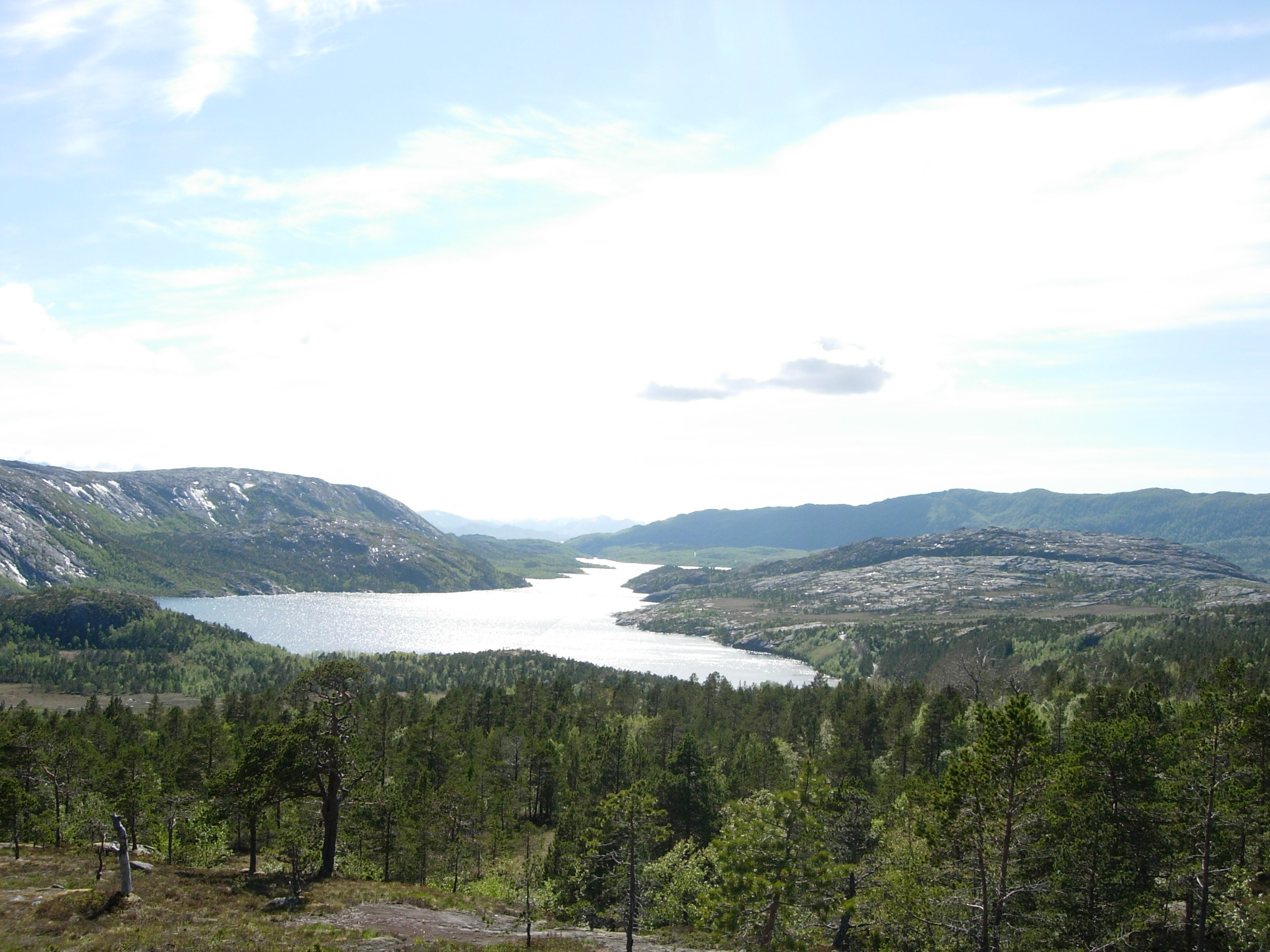
O lago Vatnvatnet
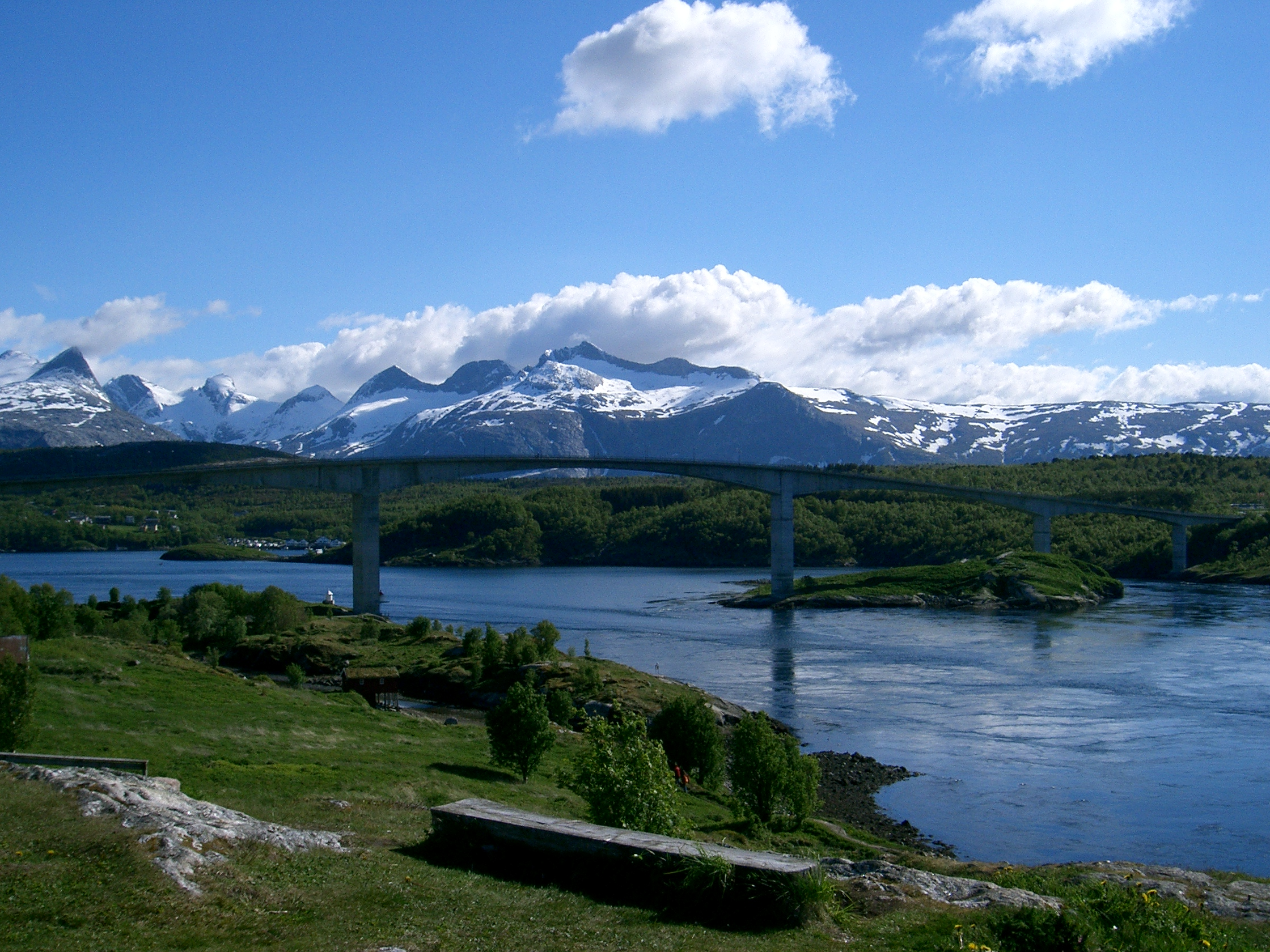
O estreito de Saltstraumen
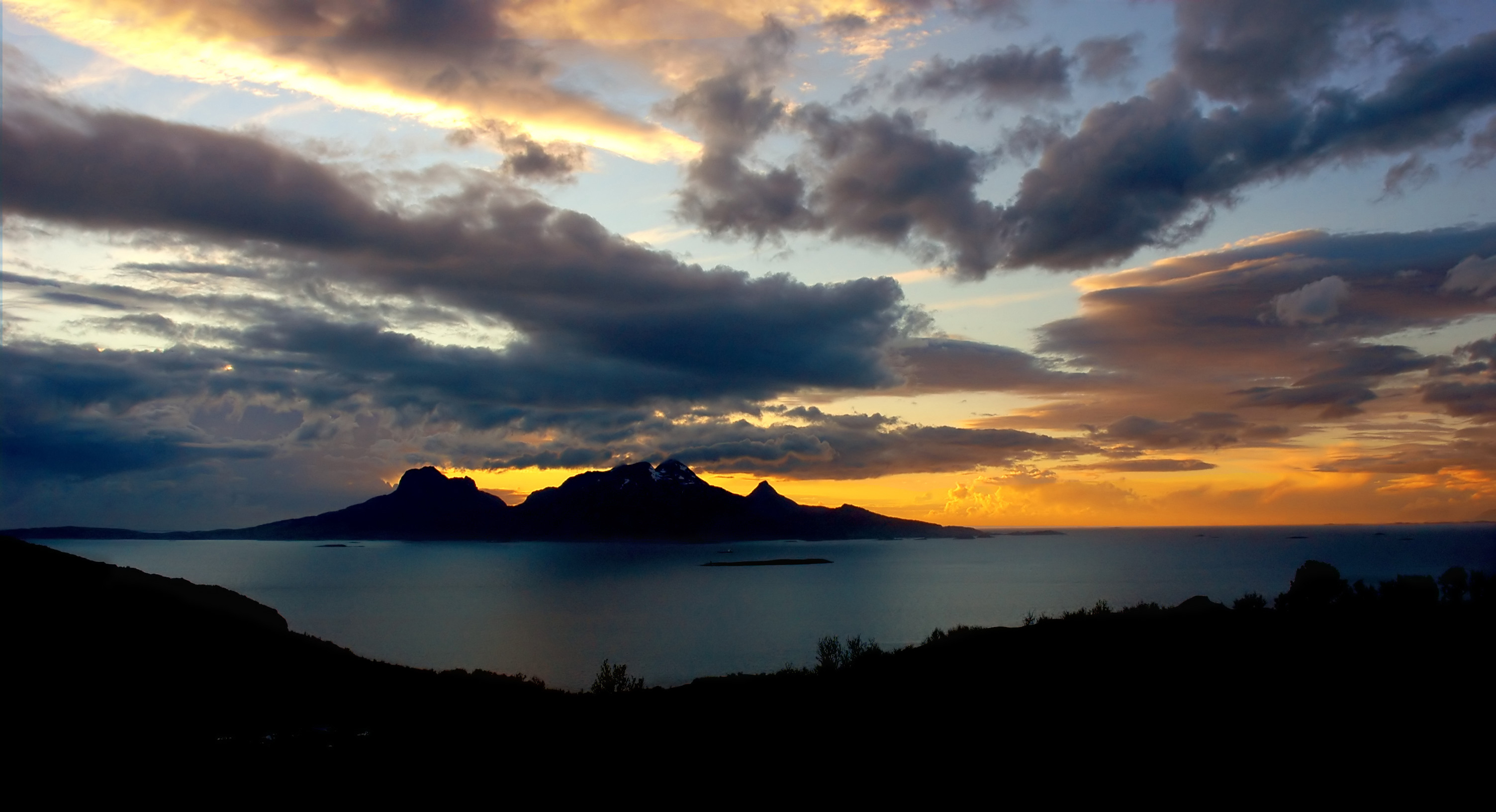
O sol da meia noite na ilha de Landegode
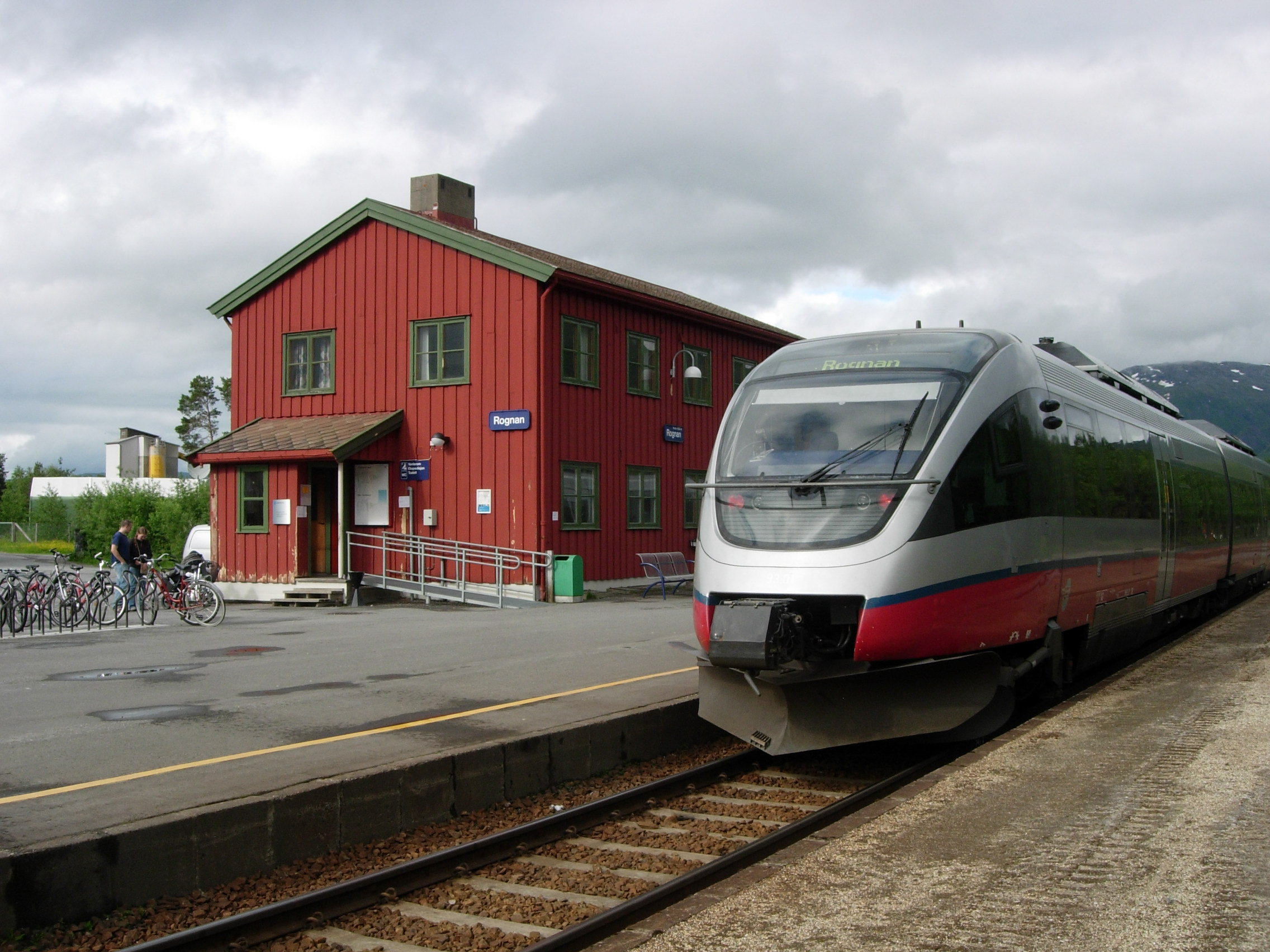
Transporte ferroviário local em Rognan

## Cidade
Bodø  (em norueguês: Bodø; em lapão de Luleå: Bådåddjo) está situada na extremidade de uma península, que constitui a margem norte do fiorde Saltfjorden, na costa atlântica, a 80 km a norte do Círculo Polar Ártico.
Tem uma área de 14,9 km² e uma populacão de 42 700 habitantes (2022).
É a segunda maior cidade do Norte da Noruega, e é um importante centro regional de comércio, serviços, administração, ensino e comunicações.
É visitada por muitos turistas durante o verão, devido ao fato de ser um dos portos de paragem da linha marítima de Hurtigruten, ao longo da costa da Noruega.
Em 2024, foi a capital europeia da cultura, juntamente com Tartu (Estónia) e Bad Ischl (Áustria).

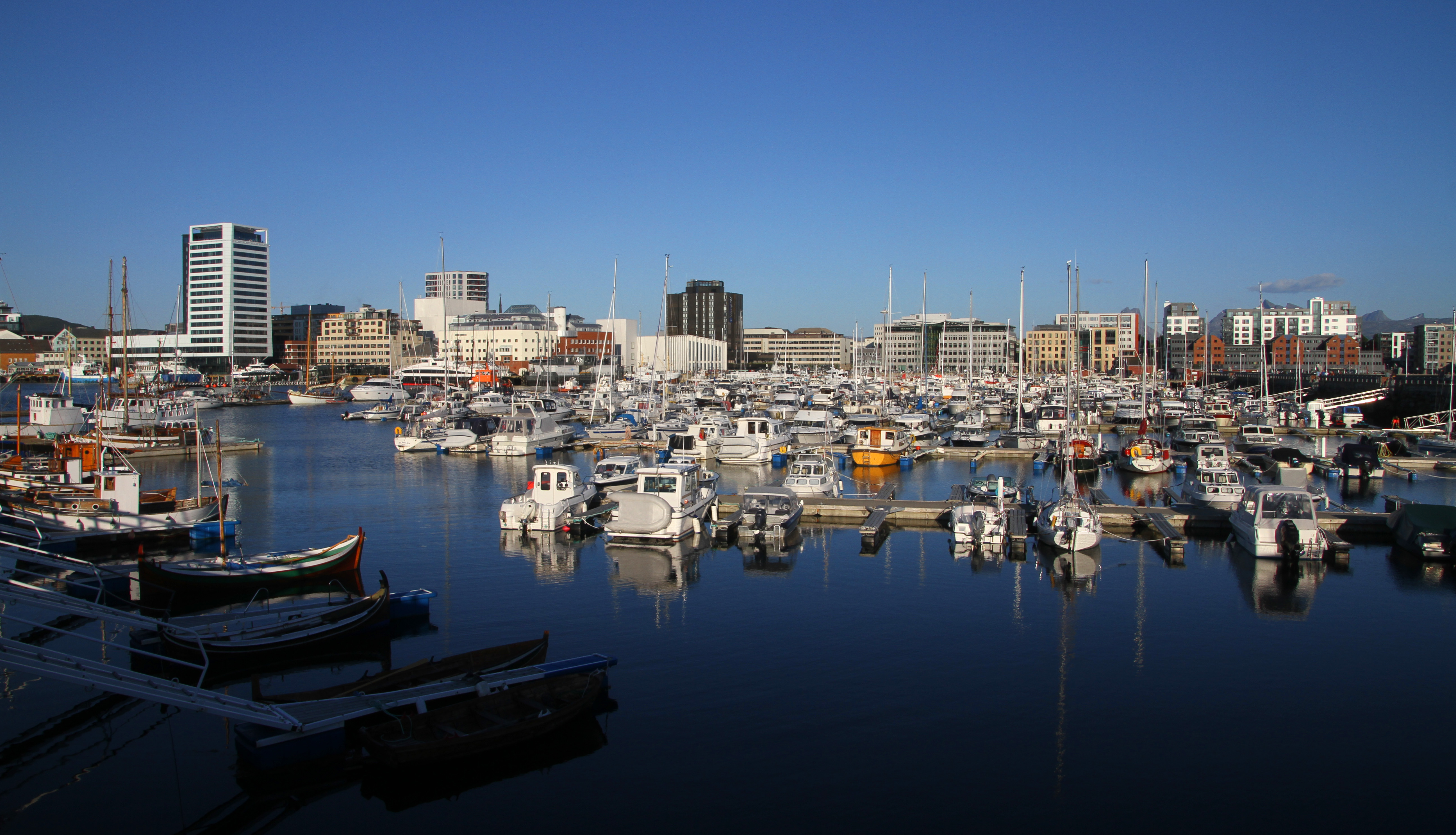
Porto de Bodø
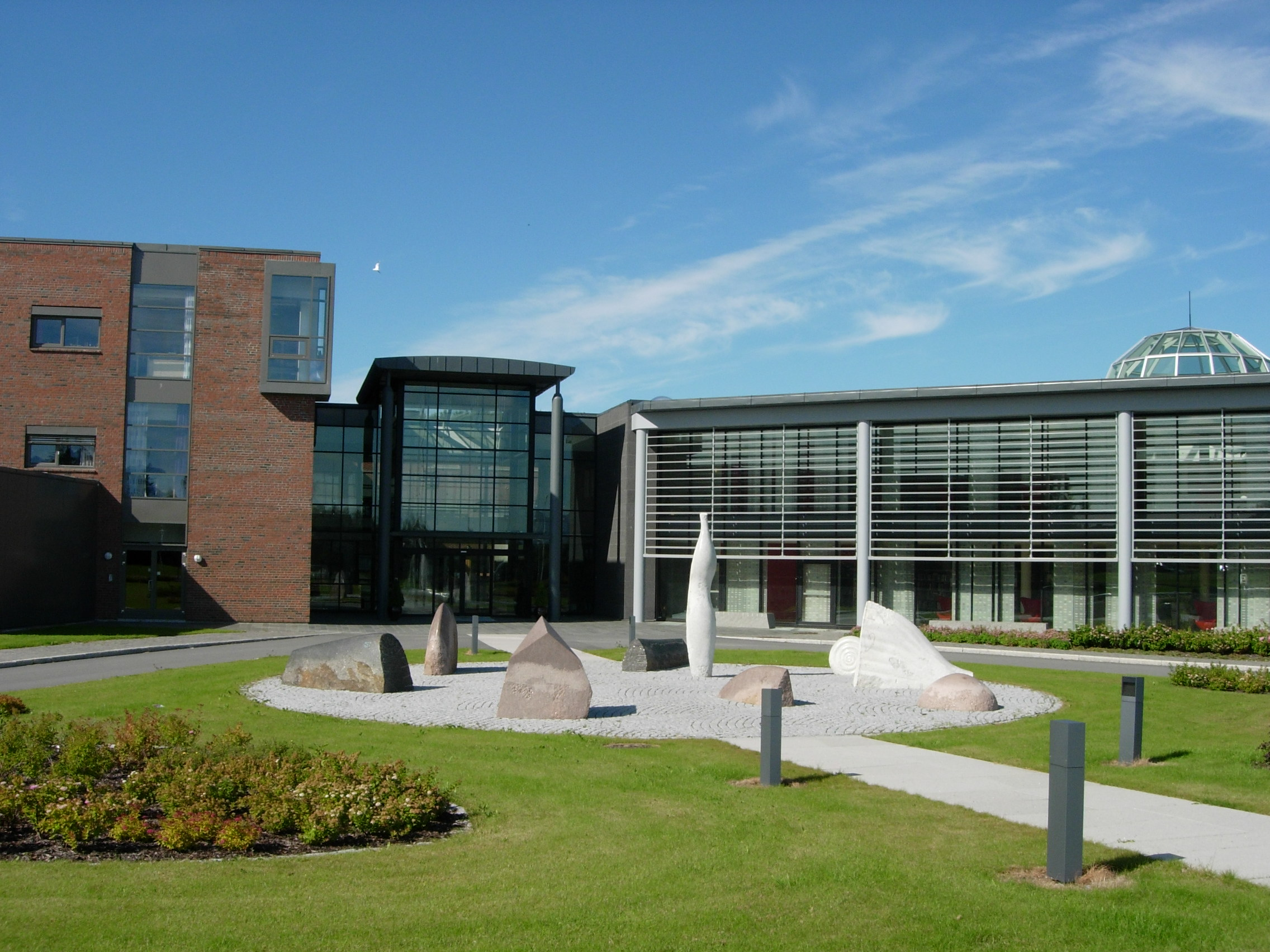
Campus de Bodø da Universidade do Norte
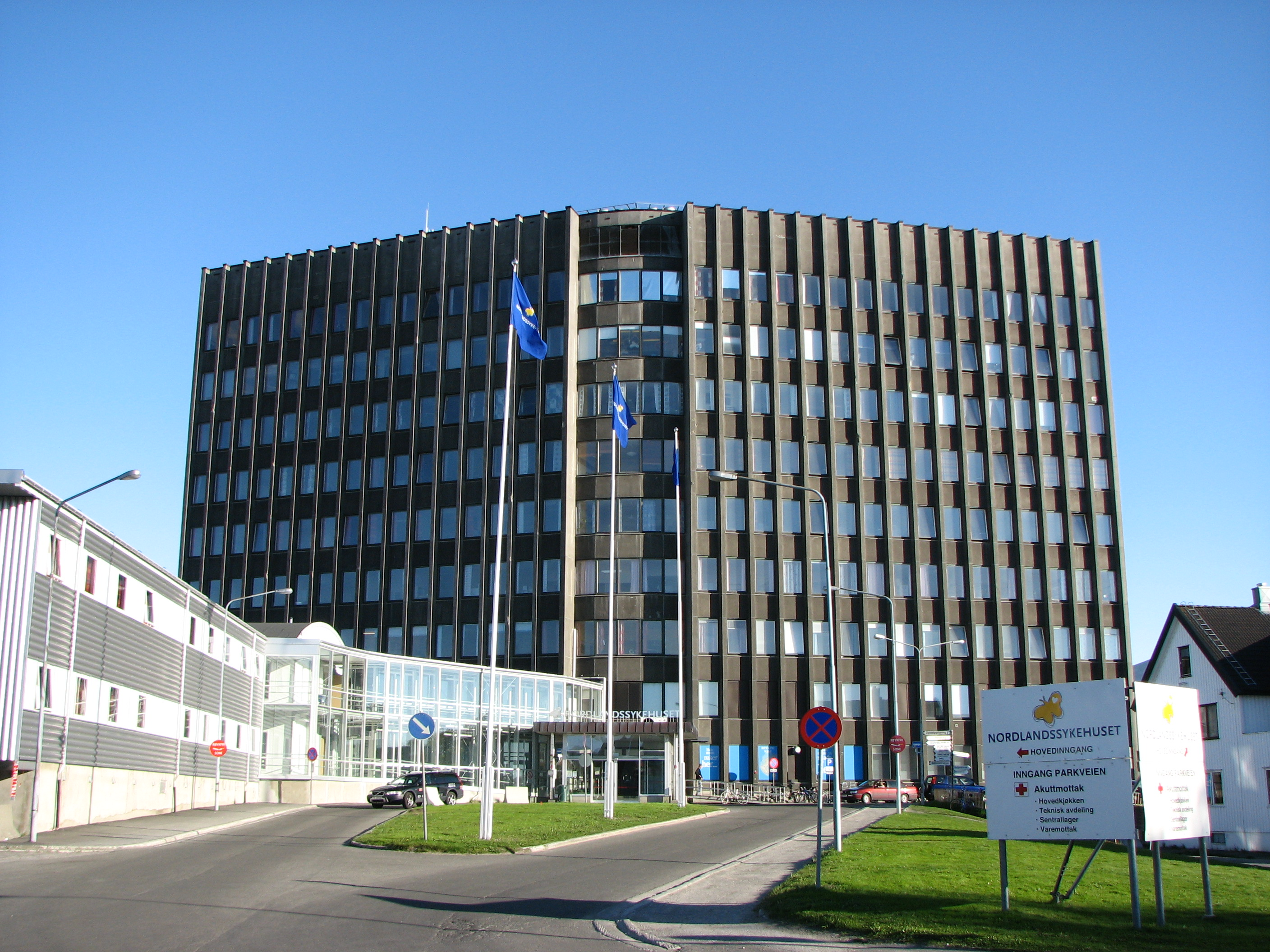
O hospital da Nordland, em Bodø
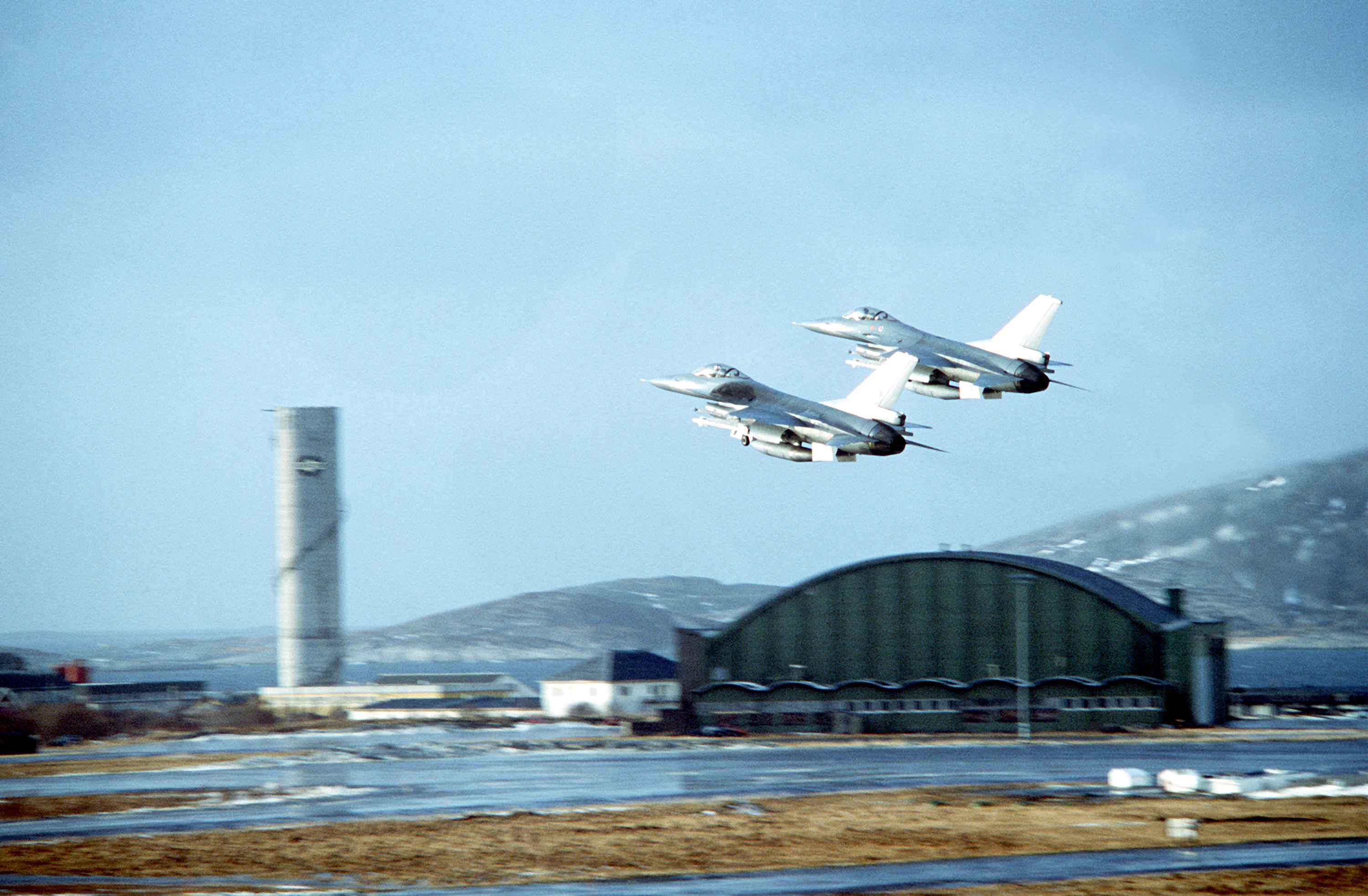
Aviões F-16 no aeródromo militar de Bodø